# Foot Locker
Foot Locker Retail, Inc. o Foot Locker, Inc. è un'azienda statunitense specializzata nella vendita di abbigliamento sportivo e di calzature.

## Storia
La sua sede principale si trova a New York, ma l'azienda è presente in circa 25 paesi nel mondo. Conosciuta formalmente come Venator Group, Inc., è l'azienda succeditrice all'ex F. W. Woolworth Company. Molti dei suoi negozi infatti hanno sostituito quelli della Woolworth Company. Foot Locker, Inc. ha le sue catene di negozi chiamate in modo omonimo “Foot Locker” (insieme a “Kids Foot Locker” e “Lady Foot Locker”), Champs Sports, Footaction, CCS e Footlocker.com.
In base ai documenti in possesso della Commissione per i Titoli e gli Scambi Statunitense, nel 28 gennaio 2006, Foot Locker, Inc. ha 3.921 negozi in centri commerciali presenti negli Stati Uniti, Canada, Europa, Asia e Oceania. La catena di negozi è conosciuta anche per le uniformi utilizzate dai dipendenti, simili a quelle utilizzate dagli arbitri di Hockey sul ghiaccio.